# Ceren Kestirengöz
Ceren Kestirengöz est une joueuse de volley-ball turque née le 19 juillet 1993 à İstanbul. Elle mesure 1,93 m et joue au poste d'attaquante. 

## Clubs
| Club                        | De        | À         |
| --------------------------- | --------- | --------- |
| VB Günes Sigorta            | 2003-2004 | 2011-2012 |
| Sarıyer Belediyesi          | 2012-2013 | 2012-2013 |
| Yeşilyurt İstanbul          | 2013-2014 | 2013-2014 |
| Vakıfbank İstanbul          | 2014-2015 | 2014-2015 |
| Çanakkale Belediye          | 2015-2016 | 2016-2017 |
| Beylikdüzü Voleybol İhtisas | 2017-2018 | 2017-2018 |
| Beşiktaş İstanbul           | 2018-2019 | 2018-2019 |
| Fenerbahçe İstanbul         | 2019-2020 | …         |

## Palmarès

### Équipe nationale
- Ligue européenne
  - Vainqueur : 2014[4]
  - Finaliste : 2015.

### Clubs
- Coupe de Turquie
  - Finaliste: 2015.
- Championnat de Turquie
  - Finaliste : 2015.